# Aceituna
Aceituna ist ein spanischer Ort und eine Gemeinde (municipio) mit 581 Einwohnern (Stand: 2024) in der Provinz Cáceres in der autonomen Gemeinschaft Extremadura.

## Lage und Klima
Aceituna liegt knapp 76 km (Fahrtstrecke) nordnordöstlich der Provinzhauptstadt Cáceres in einer Höhe von ca. 350 m. Der Fluss Alagón begrenzt die Gemeinde im Südosten.

## Bevölkerungsentwicklung
| Jahr      | 1900 | 1950 | 1970 | 1981 | 1991 | 2001 | 2011 | 2021 |
| Einwohner | 646  | 791  | 876  | 830  | 790  | 687  | 637  | 583  |

## Wirtschaft
Die Landwirtschaft incl. der Viehzucht (ganadería) bildet die Wirtschaftsgrundlage der Gemeinde; infolgedessen haben sich einige kleinere verarbeitende Betriebe angesiedelt.

## Sehenswürdigkeiten
- Marinenkirche
- Christuskapelle